# Кубок Європи з турінгових автоперегонів (ETCC). Сезон 2013
Кубок Європи з турінгових автоперегонів 2013 — чемпіонат кубку Європи з турінгу, що стартував 24 березня в італійській Монці. Загалом чемпіонат 2013 року складатиметься із 5-ти етапів.